# قراصنة الكاريبي: صندوق الرجل الميت (فلم)
قراصنة الكاريبي: صندوق الرجل الميت (بالإنجليزية: Pirates of the Caribbean: Dead Man's Chest)، هو فلم مغامرات قراصنة من إنتاج 2006 وهو الجزء الثاني لسلسلة أفلام قراصنة الكاريبي ويأتي بعد النجاح الكبير الغير مُتوقع للنسخة الأولى قراصنة الكاريبي: لعنة اللؤلؤة السوداء في صيف سنة 2003، وأخرجه نفس مخرج الجزء الأول ؛ المخرج غور فيربينسكي وأنتجه جيري بروكهايمر.
يعود جوني ديب، وأورلاندو بلوم وكيرا نايتلي في نفس أدوارهم وهي القبطان جاك سبارو وويل ترنر وإليزابيث سوان على التوالي. ويعود أيضاً جاك دافينبورت كالعميد جيمس نورنغتون وجوناثان برايس كالحاكم ويذرباي سوان. والذين إنضموا إلى فريق الفلم هم بيل ناي في دور الشرير ديفي جونز وستيلان سكارسغارد في دور والد ويل ترنر، بوتستراب بيل ترنر.
أُصدر الفلم في أستراليا والمملكة المتحدة في 6 يوليو، 2006، وفي الولايات المتحدة وكندا في 7 يوليو، 2006. حصد في افتتاحية عطلة نهاية الأسبوع ما يقارب 135,000,000 مليون دولار. وبحلول نوفمبر 2006 كان قد جمع الفلم حوالي 423,000,000 مليون دولار في الولايات المتحدة. وأصبح بذلك ثالث فلم يصل إلى علامة الألف مليون دولار عالمياً(1,000,000,000 = مليار دولار).

## القصة
يتوقف زفاف ويل تورنر وإليزابيث سوان عندما يصل اللورد كاتلر بيكيت، رئيس شركة الهند الشرقية للتجارة، مع مذكرات توقيف لهم، وللعميد جيمس نورينجتون، الذي سمح للكابتن جاك سبارو بالهروب. كان نورنجتون قد استقال واختفى بعد أن خسر سفينة القائد التابعة للبحرية، إتش إم إس دونتلس، في إعصار أثناء ملاحقته جاك. في هذه الأثناء، يزور والد ويل، المدعو بوتستراب بيل تيرنر، جاك على متن اللؤلؤة السوداء. يصبح بوتستراب حينها من طاقم سفينة الهولندي الطائر، التي يقودها ديفي جونز. يكون جاك قد عقد في وقت سابق صفقة مع جونز لرفع سفينة اللؤلؤة من الأعماق، ويجب بعدها على جاك أن ينضم إلى طاقم جونز أو أن يُجر إلى خزانة ديفي جونز (أعماق البحار) من قبل الكراكن. في هذه الأثناء، يعد بيكيت بتحرير إليزابيث إذا جلب ويل له بوصلة جاك السحرية التي تشير إلى أكثر ما يريده حاملها.
يجد ويل جاك وطاقمه على جزيرة ويحررهم من أكلة لحوم البشر. بعد فترة وجيزة، يطلق الحاكم سوان سراح إليزابيث من السجن، ولكن يُقبض عليه بعد ذلك. تتفاوض إليزابيث مع بيكيت للعثور على البوصلة. متنكرة في زي صبي عامل على متن سفينة تجارية إسكتلندية، تشق طريقها إلى تورتوغا حيث تجد لاحقًا جاك وأيضًا نورينجتون الذي يكون ثملًا. بعد الهروب من أكلة لحوم البشر، يزور جاك وطاقمه كاهنة الفودو تيا دلما، التي تكشف أن ضعف جونز هو قلبه، الموجود داخل صندوق الرجل الميت. يترتب على جاك أن يعثر عليه وعلى المفتاح الذي يفتحه. بعد أن يحدد موقع سفينة الهولندي، يعقد ويل صفقة مع جاك للعثور على مفتاح الصندوق مقابل بوصلة جاك. يخدع جاك ويل، الذي يُختطف ليخدم على متن الهولندي. يوافق جونز على تحرير جاك من صفقتهم مقابل مئة روح. يلتقي ويل بوالده على متن الهولندي ويكتشف أن جونز يمتلك مفتاح الصندوق. يلعبان لعبة النرد الكذاب ضد جونز في محاولة للفوز بالمفتاح، لكنهم يخسران. على الرغم من ذلك، يهرب ويل بالمفتاح ويصعد على متن نفس السفينة التي كانت إليزابيث على متنها. يرسل جونز الكراكن وراء ويل، الذي يغرق السفينة، ولكن يتمكن ويل من الهرب.
في تورتوغا، يُعين جاك طاقمًا جديدًا، بما في ذلك إليزابيث ونورينجتون. مع استخدام إليزابيث لبوصلة جاك، يستطيعون تحديد موقع الصندوق. تصل جميع الأطراف إلى جزيرة كروسيس، حيث دُفن الصندوق، لكن معركة بالسيف ثلاثية تدور بين جاك وويل ونورينغتون، الذين يريدون جميعًا القلب لأهدافهم الخاصة: يريد جاك إبعاد الكراكن عنه وأن يلغي دينه لجونز، ويريد ويل أن يطلق سراح والده من الهولندي، ويريد نورينجتون استعادة حياته كضابط في البحرية. في حالة الفوضى، يسرق نورنجتون القلب سرًا ويهرب، متظاهرًا بجذب طاقم الهولندي بعيدًا. يهاجم جونز اللؤلؤة باستخدام الكراكن، الذي يقتل معظم أفراد الطاقم ويدمر جميع قوارب النجاة في اللؤلؤة باستثناء واحد، لكن جاك، الذي يفر من المعركة لفترة وجيزة، يعود ويجرح الكراكن باستخدام شبكة مليئة بالبارود وشراب الروم.
يأمر جاك الناجين بالتخلي عن السفينة، لكن إليزابيث، التي تدرك أن الكراكن يريد جاك فقط، تخدعه وتقيده إلى الصاري حتى يتمكن الطاقم من الفرار. يسحب الكراكن جاك واللؤلؤة إلى خزانة ديفي جونز. يفتح جونز الصندوق ليكتشف أن قلبه ليس موجودًا فيه. في بورت رويال، يمنح نورنغتون بيكيت القلب وتفويض رد الاعتداء المخصص لجاك، ما يسمح له بالعودة إلى البحرية وكذلك يسمح لبيكيت بالسيطرة على ديفي جونز والبحار. يحتمي طاقم اللؤلؤة عند تيا دلما، ويوافقون جميعًا على إنقاذ جاك. تقدم تيا دلما القبطان الذي سيقودهم: هكتور باربوسا المنبعث من الموت.
في مشهد ما بعد شارة النهاية، تعبد قبيلة آكلي لحوم البشر كلب السجن بدلاً من جاك.

## طاقم التمثيل
- جوني ديب في دور الكابتن جاك سبارو: كابتن اللؤلؤة السوداء. يُلاحق من قبل الكراكن بسبب دين الدم غير المدفوع لديفي جونز. يبحث أيضًا عن صندوق الرجل الميت لتحرير نفسه من عبودية جونز.
- أورلاندو بلوم في دور ويل تورنر: حداد تحول إلى قرصان يبرم صفقة مع كاتلر بيكيت للعثور على جاك سبارو وبوصلته حتى يتمكن من إنقاذ نفسه وخطيبته إليزابيث من الإعدام. في وقت لاحق، يلتم شمله مع والده، ويسعى إلى تحريره، الذي يدين في نهاية المطاف بعمر من العبودية إلى ديفي جونز.
- كيرا نايتلي في دور إليزابيث سوان: ابنة العمدة سوان وخطيبة ويل، يُلقى القبض عليها في يوم زفافها بسبب مساعدتها الكابتن جاك سبارو على الفرار. يهربان من السجن بمساعدة والدها، وتلتقي جاك في تورتوجا وتنضم إلى طاقمه للبحث عن ويل والصندوق.
- بيل ناي في دور ديفي جونز: كابتن سفينة الهولندي الطائر. يكون ديفي جونز ذات يوم إنسانًا. لكن بعد عدم قدرته على تحمل ألم فقدان حبه الحقيقي، يستخرج قلبه ويضعه في صندوق الرجل الميت، ثم يدفنه في مكان سري. بعدها يصبح مخلوقًا غريبًا، جزء منه أخطبوط، وجزء سرطان، وجزء إنسان، يجمع أرواح البحارة الموتى أو الذين على وشك الموت للخدمة على متن سفينته لمدة مئة عام.
- جاك دافنبورت في دور جيمس نوررينجتون: يستقيل من منصبه كعميد بحري في البحرية الملكية بعد أن يفقد سفينته وطاقمه في إعصار في ملاحقة جاك سبارو وطاقمه. يمر في أوقات صعبة ويدمن الكحول، ينضم إلى طاقم اللؤلؤة السوداء ويسعى إلى استعادة شرفه ومهنته.
- توم هولاندر في دور اللورد كاتلر بيكيت: رئيس شركة الهند الشرقية للتجارة، يسافر إلى بورت رويال للإمساك بجاك سبارو وتجنيده كقرصان. ما يريده حقًا هو قلب ديفي جونز، إذ يمكنه أن يحكم البحار مع السيطرة العبودية التي يمتلكها جونز.
- ستيلان سكارسغارد في دور بوتستراب بيل تيرنر: فرد من الطاقم على متن سفينة الهولندي الطائر ووالد ويل ترنر أيضًا.  يُلعن بلعنة ذهب الآزتك على جزيرة دي مويرتا (إلى جانب طاقم هيكتور باربوسا). يُلقى في البحر بعد رفضه المشاركة في التمرد ضد جاك بقيادة باربوسا، يمضي سنوات مقيدًا بمدفع تحت المحيط الساحق. بعد أن يجده ديفي جونز، يقسم بالعبودية على متن طاقم الهولندي الطائر ويهرب بذلك من الموت.
- كيفين ماكنالي في دور جوشيمي جيبس: مساعد القبطان في اللؤلؤة السوداء وصديق جاك سبارو المخلص، خدم مرة في البحرية الملكية بقيادة الملازم جيمس نورنغتون.
- جوناثان برايس في دور عمدة ويذربي سوان. والد إليزابيث وعمدة بورت رويال. يعشق ابنته لكنه لا يثق كثيرًا في ويل، لا يعتبره أفضل شريك لإليزابيث.
- لي أرنبرج في دور بينتل: قرصان وعضو سابق في طاقم اللؤلؤة السوداء تحت قيادة الكابتن باربوسا، يُسجن بعد كسر لعنة الأزتيك، لكنه يتمكن من الهرب وينضم إلى طاقم اللؤلؤة السوداء من جديد تحت قيادة جاك سبارو.
- ماكينزي كروك في دور راغيتي: زميل بينتل الذي لا ينفصل عنه. لديه عين خشبية، وعلى الرغم من كونه أميًا، فقد بدأ «بقراءة» الكتاب المقدس، بحجة أنه «سيحصل على الفضل لمجرد المحاولة».

## وصلات خارجية
- قراصنة الكاريبي: صندوق الرجل الميت على موقع IMDb (الإنجليزية)
- قراصنة الكاريبي: صندوق الرجل الميت على موقع ميتاكريتيك (الإنجليزية)
- قراصنة الكاريبي: صندوق الرجل الميت على موقع الموسوعة البريطانية (الإنجليزية)
- قراصنة الكاريبي: صندوق الرجل الميت على موقع روتن توميتوز (الإنجليزية)
- قراصنة الكاريبي: صندوق الرجل الميت على موقع نتفليكس (الإنجليزية)
- قراصنة الكاريبي: صندوق الرجل الميت على موقع قاعدة بيانات الأفلام العربية
- قراصنة الكاريبي: صندوق الرجل الميت على موقع ألو سيني (الفرنسية)
- قراصنة الكاريبي: صندوق الرجل الميت على موقع Turner Classic Movies (الإنجليزية)
- قراصنة الكاريبي: صندوق الرجل الميت على موقع أول موفي (الإنجليزية)
- قراصنة الكاريبي: صندوق الرجل الميت على موقع بوكس أوفيس موجو (الإنجليزية)